# Regeringen De Croo
Regeringen De Croo är sedan den 1 oktober 2020 den sittande federala regeringen i Belgien.
Efter valet i maj 2019 hade regeringsbildningen dragit ut på tiden. Regeringen Michel II satt kvar som en expeditionsregering fram till den 27 oktober 2019 när en ny minoritetsregering ledd av Sophie Wilmès tillträdde. Wilmés ledde två expedititionsministärer innan Alexander De Croo kunde efterträda henne som premiärminister i en ordinarie regering, 494 dagar efter valet.
Regeringen bestod av de flesta partierna i Belgiens representantkammare och samlade 87 mandat av 150 för att bilda en majoritetsregering. Bland partier som står utanför regeringen finns kammarens två största, Ny-Flamländska Alliansen och Vlaams Belang. Dessa representerar båda den flamländska gemenskapen, vilket innebär att regeringen inte har majoritet i denna gemenskap.

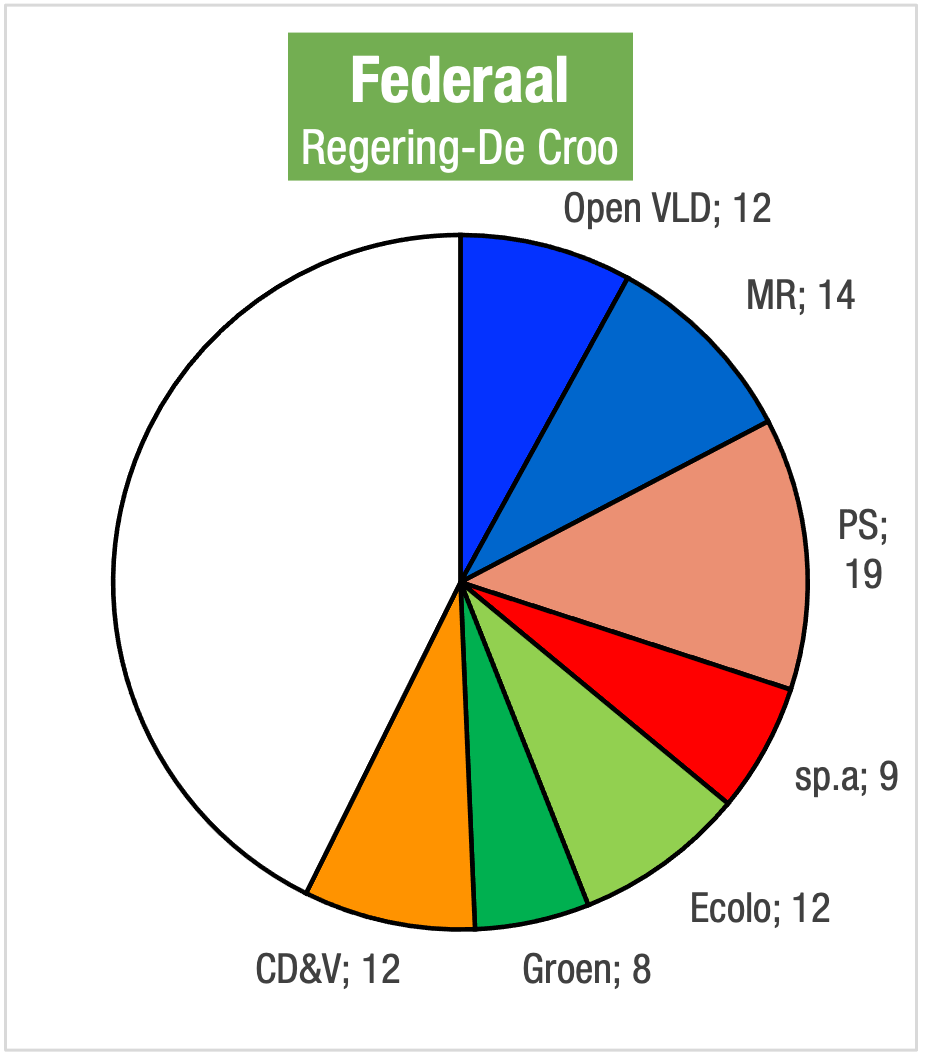
Regeringspartier i representantkammaren.

## Ministrar
- Alexander De Croo, premiärminister, Open Vld, 1 oktober 2020–
- Pierre-Yves Dermagne, ekonomi- och arbetsmarknadsminister, PS, 1 oktober 2020–
- Sophie Wilmès, utrikesminister, MR, 1 oktober 2020–14 juli 2022
- Georges Gilkinet, Belgiens mobilitetsminister, Ecolo, 1 oktober 2020–
- Vincent Van Peteghem, Belgiens finansminister, CD&V, 1 oktober 2020–
- Frank Vandenbroucke, Belgiens social- och hälsominister, Vooruit, 1 oktober 2020–
- Petra De Sutter, Belgiens minister för offentliga tjänster och offentliga företag, Grön, 1 oktober 2020–
- Vincent Van Quickenborne, justitieminister, Open Vld, 1 oktober 2020–
- David Clarinval, minister för småföretag, egenanställda, jordbruk, industriell reform och demokratisk förnyelse, MR, 1 oktober 2020–21 april 2022
- Karine Lalieux, Belgiens pensionsminister, PS, 1 oktober 2020–
- Ludivine Dedonder, Belgiens försvarsminister, PS, 1 oktober 2020–
- Zakia Khattabi, minister för klimat, miljö, hållbar utveckling och den nya gröna given, Ecolo, 1 oktober 2020–
- Annelies Verlinden, Belgiens inrikesminister, CD&V, 1 oktober 2020–
- Tinne Van der Straeten, Belgiens energiminister, Grön, 1 oktober 2020–
- Meryame Kitir, Belgiens minister för utvecklingssamarbete, Vooruit, 1 oktober 2020–
- David Clarinval, utrikesminister, MR, 22 april 2022–
- Hadja Lahbib, MR, 15 juli 2022–

Denna lista hämtas från Wikidata. Informationen kan ändras där.